# Dinóloco
Dinóloco (en griego antiguo: Δεινόλοχος, en latín: Deinolochus) fue un poeta cómico de Siracusa o de Agrigento hijo o tal vez discípulo de Epicarmo. Vivió alrededor del año 488 a. C. y escribió 14 obras en dialecto dórico de las que solo se conocen algunos títulos de los que se deduce un predominio de los temas mitológicos. Lo menciona Suidas.